# Jankovići
Jankovići (cyr. Јанковићи) – wieś w Czarnogórze, w gminie Cetynia. W 2011 roku liczyła 22 mieszkańców.